# Xavier Valiño
Xavier Valiño García (Cospeito, 4 de noviembre de 1965) es un escritor, periodista y crítico musical español ("comentarista musical o simple comunicador antes que crítico") de rock y pop que colabora en distintos medios de comunicación españoles cubriendo temas musicales, cinematográficos y de viajes. En su papel de investigador y arqueólogo musical ha publicado diversos libros y participado en distintos congresos y conferencias. 

## Colaboraciones en medios de comunicación

### Radio
A los 13 años, en 1978, Xavier Valiño realizaba su primer programa radiofónico en Radio Popular de Lugo, bajo la denominación de Paso a la juventud, junto a Baldo Cortón, Siso García y José Manuel Lagüela. De ahí pasó a realizar, junto a Miguel Baz, el programa Revolution en Radio Mercurio de Madrid durante cuatro años a partir de 1984. Posteriormente dirigiría y presentaría sus propios programas en Radio Oleiros de La Coruña, Radio Medellín de Santiago (galardonado como el Mejor Programa de la Emisora), la Radio Galega (como colaborador en Estudio 3 y responsable de su propio programa Ultrasónica), Placeres ocultos en Xtraradio y el programa Pase Privado en Inolvidable FM, emitido en más de 40 emisoras de toda España desde 2021 hasta la actualidad. En el verano de 2024 participó en Las tardes de RNE, de Radio 1, Radio Nacional de España  con una sección dedicada a descubrir a grandes mujeres del mundo de la música de distintas culturas y procedencias como Sade, Françoise Hardy, Astrud Gilberto, Cathy Claret, Lauryn Hill o Yma Sumac.

### Televisión
Xavier Valiño ha participado en programas de televisión como Miraxes, Zigzag o Planeta Cine de la Televisión de Galicia y como guionista y presentador de Banda Curta en el mismo canal.

### Periódicos y revistas
Desde 1983 ha publicado artículos y distintas colaboraciones en diarios como El Diario Vasco (San Sebastián), La Voz de Galicia, La Provincia (Las Palmas de Gran Canaria), Santiago Siete, El Correo Gallego y Galicia Hoxe (Santiago de Compostela), El Progreso (Lugo), y las publicaciones universitarias ECUUS y Enclave Universitario. 
Al mismo tiempo, y desde 1990, ha colaborado en revistas de distribución nacional como Ruta 66, Mondo Sonoro, Zona de Obras, Efe Eme, Ritmos del Mundo, Vibraciones Pop, Batonga, Reseña y Panymúsica, así como en revistas distribuidas en Galicia como Sónica, Distrito Son, Wah-Wah, Iguana y Compostelán.

### Portales web
Además de haber colaborado en distintos portales web como arteshoy.com, desconcierto.com, numerocero.es, heineken.es/musica, zonadeobras.com, esquinalatina.com, universia.net, novaxove.com, bravu.net y arestora.com, Xavier Valiño gestiona los siguientes portales musicales:
- Ultrasónica: Portal en la que recoge los artículos que ha publicado desde 1983. En 2010 fue galardonado como Mejor Portal Musical por la revista Santiago Siete
- Similar Rock: Portal en el que recoge parecidos razonables entre distintas canciones y plagios musicales
- Veneno en dosis camufladas: Portal dedicado a las novedades relacionadas con el libro Veneno en dosis camufladas. La censura en los discos de pop-rock durante el franquismo y la exposición Vibraciones Prohibidas
- Líneas Paralelas: Portal dedicado al libro Líneas Paralelas. 50 portadas esenciales del rock
- Golpes Bajos: Portal dedicado al libro Escenas olvidadas. La historial oral de Golpes Bajos
- Portadas Rock: Portal dedicado al libro La cara oculta de la luna. Las 50 portadas esenciales del rock
- Elvis Costello: Portal dedicado al libro Elvis Costello, el hombre que pudo reinar
- Political World: Portal dedicado al libro colectivo Political World. Rebeldía desde las guitarras
- Viaje a la era soul: Portal dedicado al libro de Andreu Cunill Espíritus en la oscuridad. Viaje a la era soul

## Investigador musical
Relacionado con su labor como investigador y arqueólogo musical, Xavier Valiño ha participado en distintos congresos y conferencias en diversas localidades de España, Colombia (Seminario Internacional de Músicas Prohibidas) o Brasil (I y II Congreso Internacional de Estudos do Rock, de los que formó parte de su Comisión Científica ).
Además, es comisario de la exposición Vibraciones Prohibidas, centrada en la censura en el rock durante el franquismo, y que ha sido exhibida en Barcelona (Centro Cultural El Born del Mercado del Borne), en Santiago de Compostela (Centro Gallego de Arte Contemporáneo) o en Las Palmas de Gran Canaria (Centro de Iniciativas de la Caja de Canarias).

## Otras actividades relacionadas con la música
Desde 2006 y hasta 2016 coordinó el ciclo Docs. Music del Festival Cineuropa, que se celebra todos los años en el mes de noviembre en Santiago de Compostela y en el que se proyectaban documentales musicales. Del mismo modo, se encargó de coordinar el ciclo de películas musicales Escenas de un Planeta Sonoro en el Festival WOMAD.
Entre 2010 y 2022 formó parte de la asociación cultural Deconcierto, agrupación que celebró decenas de eventos y conciertos principalmente en Galicia y, también, Asturias, en las que intervinieron cientos de grupos y solistas estatales e internacionales, organizando también ciclos como TerraZeando, Primos Hermanos, Romaría Pop, Record Store Day, CortaPega, Placeres Ocultos…  
Desde 2022 coordina y presenta, junto al periodista Diego Hernández, el ciclo anual de películas musicales Cinezín - Secuencias de Acordes, en Las Palmas de Gran Canaria, y Encuentros en el Mal, en Santa Cruz de Tenerife, con la intervención de distintos invitados como Ana Curra, Luis Lapuente, Ignacio Julià, Fermín Muguruza, Kiko Veneno o Marta Cervera y Servando Carballar de Aviador Dro.
Desde 2022 coordina, junto a Fran Reixa y Alberte Branco, el ciclo anual de películas musicales Blow-Up, A Música no Cinema, en Santiago de Compostela, que se celebra a finales de noviembre como parte del Outono Códax Festival
En el año 2021 coordinó el ciclo Palabra de Rock, que se desarrolló en Las Palmas de Gran Canaria, donde entrevistó en público a músicos que también son escritores, previamente a un concierto acústico de estos. Por el ciclo pasaron José Ignacio Lapido, Amparo Sánchez, Javier Corcobado o César Strawberry.
En varias ocasiones ha sido el presentador de uno de los escenarios del Festival Womad en Las Palmas de Gran Canaria. Como Dr. Wampush ha pinchado en festivales como Sonidos Líquidos, de Lanzarote, o en locales como Talleres Palermo o The Hook, de Las Palmas de Gran Canaria, o Siroco, de Arrecife. También ha expuesto fotografías hechas en conciertos en directo en distintos lugares como, por ejemplo, la sede de la Sociedad General de Autores y Editores (SGAE) - Fundación Autor.

## Premios
En 2022 fue galardonado con el Premio Nacional de las Músicas y las Artes Pop Eye al Mejor Libro Musical  por Los 100 mejores documentales del rock. El premio le fue entregado en la gala celebrada en el Teartro Alkazar de Plasencia el 15 de octubre, en la que también fueron galardonados, entre otros, Ana Belén, Luis Landero, Rosa Montero, Jorge Sanz, Ariel Rot, Cayetana Guillén Cuervo, Silvia Pérez Cruz o Nacho Vegas. 

## Crónicas de viajes
En su faceta de reportero de viajes para medios como el Diario Vasco o Santiago Siete, ha recorrido y ha escrito de países y lugares de América como México, Perú, Brasil, Colombia, Cuba, Costa Rica, Ecuador los parques nacionales de la Costa Oeste de Estados Unidos, o las Islas Galápagos; de Asia como Vietnam, India, Japón, Indonesia, China, Jordania, el Tíbet, las Islas Andaman o el Himalaya en Nepal, con el ascenso al Campo Base del Everest; de África como Kenia, Túnez, Tanzania, Marruecos, Madagascar, Cabo Verde, Senegal, Egipto, Zanzíbar o la ascensión a la montaña solitaria más alta del planeta, el Kilimanjaro, o a la cima del Norte de África, el Toubkal; y de Europa como Islandia, Turquía, Albania, Montenegro, las Islas Lofoten o las Islas Eolias, entre otros.

## Actividad profesional
Entre otros destinos como Técnico Superior de la Administración, fue Subdirector General de Turismo de Galicia, representando a la Comunidad Autónoma en distintas localidades de España y del resto del mundo, como Tanabe (Japón), Kalamazoo y Chicago (Estados Unidos), Holguín y La Habana (Cuba), Kiel y Hamburgo (Alemania), La Haya y Utrecht (Holanda), Vilcabamba y Lima (Perú), Oslo (Noruega), Viseu y Guimarães (Portugal), Marsella (Francia), Londres (Reino Unido) o Praga (República Checa). También desempeñó funciones similares en la Comunidad Autónoma de Canarias.